# Лёвочкин, Андрей Ефимович
Андрей Ефимович Лёвочкин (1910-1940) — старший политрук Рабоче-крестьянской Красной Армии, участник советско-финской войны, Герой Советского Союза (1940).

## Биография
Андрей Лёвочкин родился 15 июня 1910 года в селе Нарышкино. После окончания семи классов школы работал секретарём сельской партячейки, одним из первых в Нарышкино вступил в колхоз. В 1930 году Лёвочкин был призван на службу в Рабоче-крестьянскую Красную Армию. Участвовал в советско-финской войне, будучи ответственным секретарём партбюро 151-го стрелкового полка 8-й стрелковой дивизии 13-й армии Северо-Западного фронта.
11 февраля 1940 года в бою к северо-востоку от озера Муоланъярви Лёвочкин поднял в атаку залёгшую под финским огнём роту и захватил вражеские позиции. В том бою он получил тяжёлые ранения, от которых умер 6 марта 1940 года. Похоронен к востоку от озера Глубокое.Согласно наградному листу проводил в подразделениях митинги, а в бою попытался поднять залегшую роту, прокричал «За Сталина» и тут же получил смертельное ранение. Бои за позиции, а именно за высоту продолжались после этого 3 дня.
Указом Президиума Верховного Совета СССР от 7 апреля 1940 года за «образцовое выполнение боевых заданий командования на фронте борьбы с финской белогвардейщиной и проявленные при этом отвагу и геройство» старший политрук Андрей Лёвочкин посмертно был удостоен высокого звания Героя Советского Союза. Также посмертно был награждён орденом Ленина.
В честь Лёвочкина установлен обелиск в его родном селе.